# Ottantavoglia di cantare
Ottantavoglia di cantare è un album 33 giri del cantante italiano Roberto Murolo, pubblicato nel 1992.

## Tracce

### Lato A
1. Don Raffaè - con Fabrizio De André
2. Cu' mme - con Mia Martini
3. Basta 'na notte
4. Cercanno 'nzuonno
5. Aggio aspettà stasera

### Lato B
1. 'Na tazzulella 'e cafè
2. 'O marenariello
3. Ma si t'a vò scurdà
4. 'Na voce antica
5. Quanta bucie (Adagio napoletano) - rinominata solo Adagio napoletano nella stampa Carosello Records